# Allan Heinberg
Allan Heinberg (29 de agosto de 1967 - ) es un guionista estadounidense  responsable de la creación para  Marvel Cómics de Jóvenes Vengadores, pero que se ha encargado con anterioridad de escribir y/o producir para televisión La cruda realidad, Cinco en familia, Sexo en la ciudad, Las chicas Gilmore, The O.C. y Anatomía de Grey. 
Heinberg comparte actualmente un estudio, The Empath Magic Tree House, con socios de televisión y los cómics como Jeph Loeb y Geoff Johns

## Carrera
Los Jóvenes Vengadores de Heinberg fueron todo un éxito de ventas de Marvel, que sin embargo se enfrentó muy temprano con las críticas debido a las quejas que la acusaban como un intento de crear una versión propia de la exitosa serie de adolescentes de los Jóvenes Titanes de DC Comics. La serie además tuvo buena prensa, en contra de algunas voces desde algunos sectores de aficionados, por incluir en el grupo a dos personajes homosexuales, Wiccan y Hulkling (el guionista ha reconocido abiertamente su homosexualidad).
Después de coescribir un arco argumental para la JLA de DC Comics (JLA 115-119) con Geoff Johns, Heinberg se unió al artista Terry Dodson para el fallido relanzamiento tras la Crisis Infinita de la colección de Wonder Woman debido a la incapacidad del guionista de entregar a tiempo los guiones de la serie por sus múltiples compromisos televisivos. Su línea argumental fue detenida y él, sustituido por otro guionista, la novelista estadounidense Jodi Picoult. Tras sus cuatro números, la trama argumental verá su final en el primer anual de la serie tras el relanzamiento.
Estos retrasos del guionista también afectaron a sus Jóvenes Vengadores, que pasaron de ser una colección mensual para convertirse en bimestral con el número 7, lo que ha llevado además a detener la colección por completo tras el número 12 (la llamada primera temporada); estos retrasos, sin embargo, no han impedido que, de manos del guionista Zeb Wells, los personajes hayan participado, junto a los Runaways de Brian K. Vaughan, en la Guerra Civil de Marvel, y en Invasión Secreta; también han sido publicados algunos números únicos dedicados a estos personajes en solitario y una miniserie en Reinado Oscuro para que no estén muy alejados de los cambios en el Universo Marvel cuando Allan Heinberg quiera continuar la serie.
Heinberg ha declarado que tiene planes para el futuro de la serie, pero sin embargo nada se ha dicho de la vuelta a la publicación.

## Filmografía

### Cine
| Año  | Película     | Director      | Papel     | Notas            |
| ---- | ------------ | ------------- | --------- | ---------------- |
| 2017 | Wonder Woman | Patty Jenkins | Guionista | Debut en el cine |

### Cómics

#### Cómics Marvel
- Jóvenes Vengadores (Young Avengers) 1 al 12 (Primera Temporada). Obra Maestra del Cómic y secuela directa de los acontecimientos sucedidos en Vengadores Desunidos de Brian Michael Bendis. Publicada en España en formato grapa por Panini. (2005 - 2006).

#### Cómics DC
- La Liga de la Justicia (JLA)115 - 119 USA, co-guinizados junto a Geoff Johns
- La Mujer Maravilla (Wonder Woman) 1 a 5 USA, con Terry Dodson.